# 久佐賀義孝
久佐賀 義孝（くさが よしたか、1864年（元治元年）- 1928年（昭和3年12月16日）は、日本の相場師・実業家・易学家。本名は満吉、別名は顕洲。 

## 経歴
1864年（元治元年）肥後国（現在の熊本県）下竹郡に久佐加 →日下部 → 日下 → 久佐賀（初代日下部与助元五、義孝は13代目）加藤家、細川家に仕えた家系（庵：熊本県上益城郡甲佐町三賀）として生まれる。
1873年（明治6年）義孝が9歳の時に父の彦三郎を亡くし、その後義孝は母親との2人暮らしを経験し勉学に勤しむ。
1887年（明治10年）から1880年（明治13年）の間、松本禪師の元で禪を学びながら深山に入り木を切りながら生活費を稼ぐ。義孝は3年間松本の元で禅を学ぶ、一方で同時に漢学を修めていた。
その後、義孝は漢学を学んでいた影響もあり、1880年、上林の紹介で支那語に明るい清人張子の元で19歳の時支那語を学ぶ。
その後豊後で五岳師の元に弟子入りし易経を学び、義孝はこれまで様々なものを学んできたが、五岳師の元で学んだ易経に大きな収穫をする。この経験を元に、易経に注力する。
易経を修めた後、五岳師の助けを借りて人類に関する季節学の研究をするため朝鮮に渡る。全渓大院君から大学士の称号を授かり、大院君の宰相として政権運営に貢献。その後は支那・インド・アメリカと渡り、山に登り川を渡り断食などを行いながら学問研究に心身を注ぐ。

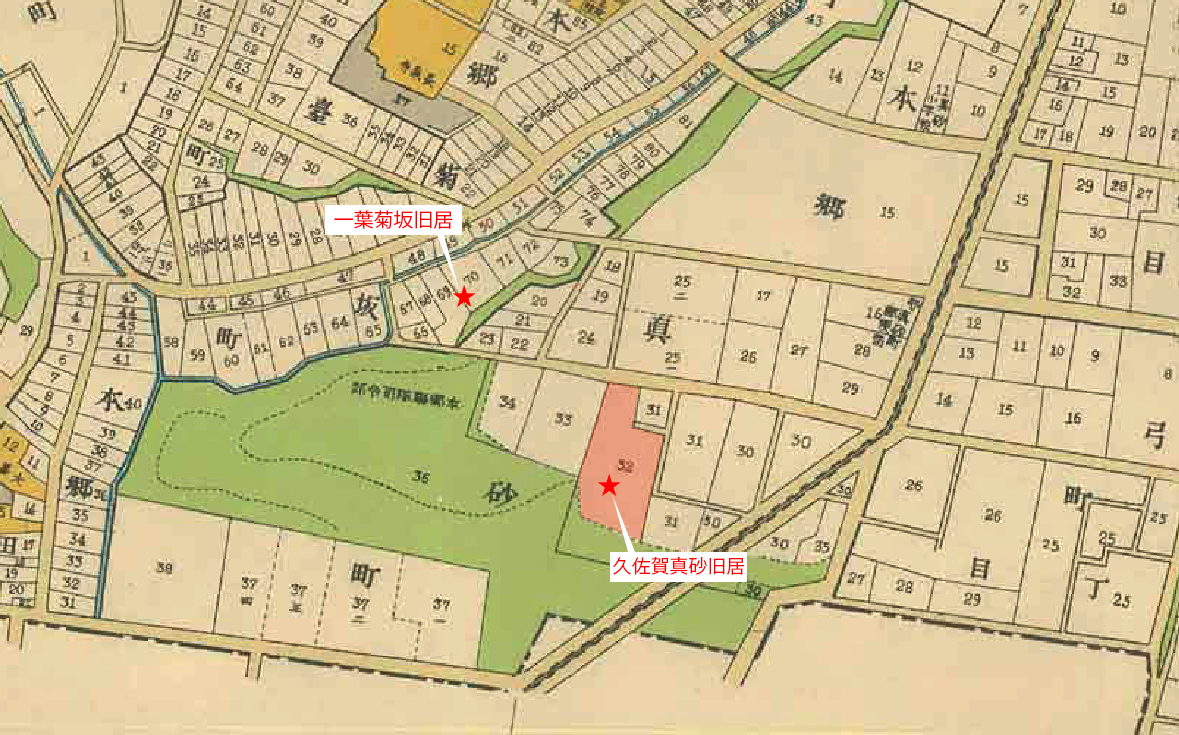
久佐賀義孝の真砂町32番地旧居と樋口一葉の菊坂町70番地旧居の位置関係

1886年（明治19年）義孝は25歳で帰国し、東京市本郷区真砂町三十二番地に「顕真術会」を創設し、会員数を3万人ほど集める。顕真術では、心身の吉兆から相場の高低まで当てることができたため、相場師からの相談も定期的に受け付けていた。1894年（明治27年）2月11日の東京朝日新聞には、特別報として、久佐賀の指示が的中したとして、相場師組合が鑑定料のほかに表彰状と謝礼金500円を久佐賀に贈ったという記事が掲載された。
1894年（明治27年）2月21日朝日新聞6面に顕真術の広告記事を掲載。2月23日に樋口一葉が秋月という仮名を語り、久佐賀の元に相場師になるために訪れる。
一葉は申年生まれの23歳、3月25日生まれと伝えると、一葉には金運がないため、相場師には向かないと指摘した。また、一葉は久佐賀に何度か金策の相談をしており、1895年（明治28年）4月ごろまで、樋口一葉と久佐賀は1年間ほど手紙などを介してやり取りを行っている。その間に樋口家の2ヶ月分の生活費に相当する15円を毎月、一葉に渡して援助をしていた。久佐賀は経済的援助と引き換えに自分にその身を任せてくれないかと提案して一葉の怒りを買っている。
久佐賀と出会う前の樋口一葉は財産も身内の多くも亡くしており、経済的に困窮していた。切羽詰まっていた必死さが、一葉の作品を大きく変化させ世間に受け入れられるようになった。

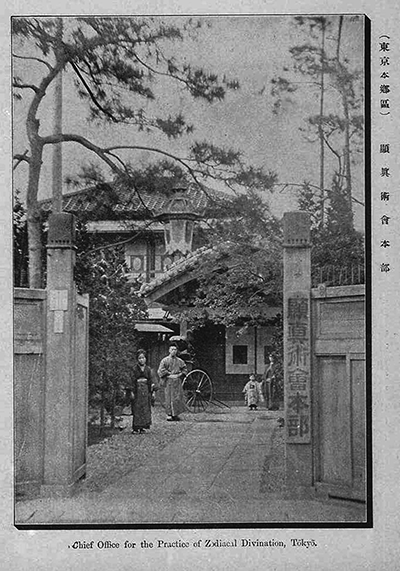
顕真術会本部
東京市本郷区湯島三組町三十番地 電話：下谷923番

1901年（明治34年）には大日本陰陽会会長に就任する。後に発売される浅野弥太郎の「人間哲学」発展に大きく貢献する。
政界にも関わりがあり、立憲政友会東京支部の評議会会員を勤める。政界以外にも衛生向上にも貢献し、大日本赤十字正会員、本郷区衛生会幹事、本郷区兵事義会評議員に就任。実業家としての一面もあり、喜久屋株式会社の取締役も勤める。